# Katya Wyeth
Katya Wyeth (née le 1er janvier 1948  en Allemagne) est une actrice américaine, connue pour ses rôles dans plusieurs films d'horreur des années 1960 et 1970, devenus pour certains des films culte.

## Biographie
Elle est connue pour le rôle de Comtesse Mircalla dans Les Sévices de Dracula.

## Filmographie partielle

### Cinéma
- 1968 : L'Infaillible Inspecteur Clouseau (Inspector Clouseau) de Bud Yorkin
- 1971 : La Fille de Jack l'Éventreur (Hands of the Ripper)) de Peter Sasdy
- 1971 : Les Sévices de Dracula (Twins of Evil) de John Hough
- 1971 : Orange mécanique (A Clockwork Orange) de Stanley Kubrick
- 1972 : Straight on Till Morning de Peter Collinson
- 1972 : Les Voleurs de cadavres (Burke and Hare) de Vernon Sewell
- 1974 : Confessions d'un laveur de carreaux (Confessions of a Window Cleaner) de Val Guest
- 1976 : Je sens que ça va venir ce soir (en) (I'm Not Feeling Myself Tonight) de Joseph McGrath
- 1977 : No. 1 of the Secret Service (en) de Lindsay Shonteff

### Télévision
- 1969 : Monty Python's Flying Circus
  - « Full Frontal Nudity »
  - « Owl-Stretching Time »